# Helina ustipennis
Helina ustipennis är en tvåvingeart som först beskrevs av Camillo Rondani 1866.  Helina ustipennis ingår i släktet Helina och familjen husflugor.
Artens utbredningsområde är Italien. Inga underarter finns listade i Catalogue of Life.